# ديفيد بيرن (لاعب كرة قدم أيرلندي)
ديفيد بيرن (بالإنجليزية: David Byrne)‏ هو لاعب كرة قدم أيرلندي، ولد في 14 نوفمبر 1979 في دبلن في جمهورية أيرلندا. لعب مع باتريك أتلتيك ودندي يونايتد وديري سيتي ونادي شيلبورن.

## وصلات خارجية
- ديفيد بيرن (لاعب كرة قدم أيرلندي) على موقع قاعدة بيانات كرة القدم.إي يو (الإنجليزية)
- ديفيد بيرن (لاعب كرة قدم أيرلندي) على موقع Soccerbase.com (لاعب) (الإنجليزية)